# Loch Eport
Loch Eport är en vik i Storbritannien.   Den ligger i kommunen Yttre Hebriderna och riksdelen Skottland, i den nordvästra delen av landet, 800 km nordväst om huvudstaden London. Loch Eport ligger på ön North Uist.